# David Clelland
David Gordon Clelland (né le 27 juin 1943) est un homme politique du parti travailliste britannique. Il est député de Tyne Bridge de l'élection partielle de 1985 jusqu'aux élections générales de 2010.

## Jeunesse
David Clelland est né à Gateshead et fait ses études localement à la Kelvin Grove Boys 'School (maintenant une école primaire) et au Gateshead and Hebburn Technical College. Après avoir quitté l'école en 1959, il est monteur électricien pour Reyrolle à Hebburn pendant vingt-deux ans à partir de 1964. Il est élu conseiller du District métropolitain de Gateshead en 1972 et en devient le chef en 1984.

## Carrière parlementaire
Clelland est sélectionné pour se présenter l'élection partielle de Tyne Bridge en 1985, l'un des sièges travaillistes les plus sûrs du pays, devenu vacant à la suite du décès du député Harry Cowans. Clelland conserve le siège pour les travaillistes lors de l'élection partielle du 5 décembre 1985 avec une majorité de 6 575 voix. Lors de l'élection partielle, il bat Rod Kenyon et Jacqui Lait, plus tard député conservateur de Beckenham.
Au parlement, Clelland siège au comité restreint des affaires intérieures de 1986 jusqu'à ce qu'il rejoigne le comité restreint de l'énergie pendant un an en 1989. Il devient whip de l'opposition en 1995 sous la direction de Tony Blair et est nommé whip adjoint du gouvernement après les élections générales de 1997. Il est promu au rang de Lord Commissaire au Trésor, un whip «à part entière», en janvier 2001.
Il cesse d'être whip après l'élection de 2001  et devient membre du Bureau du comité spécial du vice-premier ministre, jusqu'en 2005. À la suite des élections générales de 2005, il est membre du Transport Select Committee. En 2002, il est nommé conseiller du ministre des sports Richard Caborn sur les courses de lévriers.
À la suite des changements de limites, le siège de Tyne Bridge est aboli et remplacé par un nouveau siège Gateshead lors des élections générales de 2010. À la suite d'une lutte serrée avec Sharon Hodgson, la députée de Gateshead East et de Washington West, Clelland est choisi pour se présenter pour le nouveau siège lors de la prochaine élection du Parti travailliste. Le 26 janvier 2010, Clelland annonce sa retraite aux élections générales de 2010 .

## Vie privée
David Clelland épouse Maureen Potts le 31 mars 1965 à Gateshead, avec qui il a deux enfants et quatre petits-enfants. En 1998, ils se séparent après que Clelland ait eu une liaison avec sa secrétaire, Brenda Graham  qu'il épouse ensuite en 2005 . Maureen Clelland est décédée en mai 2007.